# Ralph S. Baric
Ralph Steven Baric (geboren 1954) ist Distinguished Professor an der Abteilung für Epidemiologie und Professor an der Abteilung für Mikrobiologie und Immunologie der Universität von North Carolina in Chapel Hill. Er ist Mitglied der National Academy of Sciences.
Baric arbeitet seit Mitte der 1980er-Jahre an Coronaviren. Er warnte vor Zoonosen durch neu aufkommende Coronaviren, die eine wesentliche Bedrohung der weltweiten Gesundheit darstellen.

## Jugend, Ausbildung und Karriere
Ralph Baric wuchs auf in Carneys Point, New Jersey.
Er erlangte 1976 seinen Bachelor-Abschluss in Zoologie an der North Carolina State University in Raleigh, sein Studium finanzierte er als erfolgreicher Freistilschwimmer (Distanzen 500 Yards – 1650 Yards) mit einem Sportler-Vollstipendium.
1983 promovierte er dort bei Robert E. Johnston mit der Arbeit „Inhibitors of Host Transcription block Sindbis Virus Replication“ zum Ph. D. in Mikrobiologie. In den Jahren 1983 – 1985 war er als Postdoc an der University of Southern California, zunächst mit Förderung der NIH, dann als Stipendiat der National Multiple Sclerosis Society. 1986 wurde er Assistant Professor an der University of North Carolina at Chapel Hill und stieg dort 1993 zum Associate Professor und 2001 zum Full Professor auf. 2019 wurde er zum William Rand Kenan Jr. Distinguished Professor ernannt. 2021 nahm ihn die National Academy of Sciences als neues Mitglied auf, 2022 die American Academy of Arts and Sciences.
Eine prominente Schülerin von Baric ist Lisa E. Hensley, sie ist 2021 leitende Wissenschaftlerin bei der FDA bzw. beim NIAID.

## Wissenschaftliche Arbeiten
Ralph Baric veröffentlichte viele Forschungsaufsätze und Buchkapitel über die Epidemiologie und Genetik unterschiedlicher Viren, über die Reaktionen des Immunsystems und über Therapien und Schutzimpfungen gegen von Viren verursachte Krankheiten. In seinem Hauptarbeitsgebiet, den Coronaviren, gehört er zu den meist zitierten Wissenschaftlern.
Zusammen mit Lisa Lindesmith forscht er auch am Norwalk-Virus und anderen Noroviren.
2015 veröffentlichte Baric mit Vineet D. Menachery (damals ebenfalls UNC Chapel Hill) und weiteren Kolleginnen und Kollegen den Artikel „A SARS-like cluster of circulating bat coronaviruses shows potential for human emergence“. Die Arbeitsgruppe beschrieb darin ein verändertes Coronavirus, das das Spike-Protein des SHC014-Coronavirus aus Hufeisennasen-Fledermäusen enthielt. Anhand dieser Untersuchungen konnte der Verdacht erhärtet werden, dass weitere in der Natur bei Fledertieren vorkommende Coronaviren das Potential haben, Epidemien beim Menschen zu erzeugen.
Im Jahr 2015 hatte Baric unter der Universität von North Carolina ein Patent auf „Methods and Compositions for chimeric Coronavirus Spike Proteins“ angemeldet.
Aufbauend auf diesen Arbeiten von 2015 konnte im Juni 2021 ein Team um David R. Martinez, ebenfalls von der University of North Carolina in Chapel Hill, und Baric einen Erfolg (im Mausmodell) bei der Entwicklung eines Breitband-Impfstoffs gegen ACE2-bindende Coronaviren vermelden. Die Technologie des Impfstoffes, Nukleosid-modifizierte mRNA-Lipid-Nanopartikel, entspricht dabei derjenigen von Biontech-Pfizers BNT162b2 und Modernas mRNA-1273.
Baric und Martinez waren auch beteiligt an Studien zu den Impfstoffen Ad26.COV2.S und mRNA-1273, und eine UNC-Arbeitsgruppe unter Barics Leitung ist beteiligt an der Entwicklung eines Impfstoffes, der intranasal verabreicht im Tierversuch eine robuste mucosale zelluläre Immunantwort erzeugt hat.
Gemeinsam mit Mark Denisons Team von der Vanderbilt University untersuchte seine Arbeitsgruppe seit (ca.) 2015 annähernd 200.000 Medikamenten-Wirkstoffe auf ihre Fähigkeit, Coronaviren unterschiedlicher Art zu bekämpfen, ungefähr 20 – 30 davon erwiesen sich als aussichtsreiche Kandidaten, insbesondere Remdesivir (auch GS-5734 genannt).
Baric ist Mitglied der Coronaviridae Study Group of the International Committee on Taxonomy of Viruses, die im Auftrag der International Union of Microbiological Societies regelmäßig die Klassifikation und Nomenklatur der Coronaviridae gemäß den aktuellen Forschungsergebnissen aktualisiert. Im Jahr 2013 gab die Gruppe mit seiner Mitwirkung dem Erreger MERS-CoV diesen Namen und im Jahr 2020 dem Erreger von COVID-19 den Namen SARS-CoV-2.
Ralph Steven Baric hat im Mai 2022 laut Scopus einen h-Index von 109 und laut Google Scholar einen solchen von 138.

## Politische Stellungnahmen und Auseinandersetzungen
Ralph Baric kritisiert die Politik der Wissenschaftsförderung als stark prozyklisch: In den 1990er Jahren, vor der SARS-Pandemie 2002/2003, wurden die Förderungen für Forschung an Coronaviren erheblich reduziert. Nach einem kurzen Hoch infolge dieser Pandemie gingen auch international die Forschungsmittel erneut zurück. Viele Kolleginnen und Kollegen schließen sich Barics Kritik an.
2006 schrieb Baric einen Bericht, in dem er unter anderem die Frage diskutierte, ob gefährliche Viren aus Sequenzdaten wiederhergestellt und für üble Zwecke verwendet werden könnten.
Der Harvard-Epidemiologe Marc Lipsitch kritisierte unter dem Schlagwort Gain-of-function-Forschung Teile der Forschungsarbeiten verschiedener Virologen, unter anderem auch Barics.
In der Folge der COVID-19-Pandemie gehört Baric zu den Wissenschaftlern, die häufig angefeindet werden. Die Herausgeber von Nature sahen es als erforderlich an, einem seiner Artikel eine Erklärung voranzustellen, dass dieser keinen Grund zu Verdächtigungen liefere. Eine Finanzierungsquelle jener in dem Artikel beschriebenen Forschungsarbeit wurde nachträglich mit „USAID-EPT-PREDICT funding from EcoHealth Alliance“ von den Autoren im April 2016 ergänzend angegeben.
Im Mai 2021 schrieben Baric, Lipsitch und andere Wissenschaftler einen offenen Brief, in dem sie eine ausführlichere, ergebnisoffene Untersuchung des Ursprungs von COVID-19 forderten. Der Brief wurde in Science veröffentlicht.